# Paul Löwigt

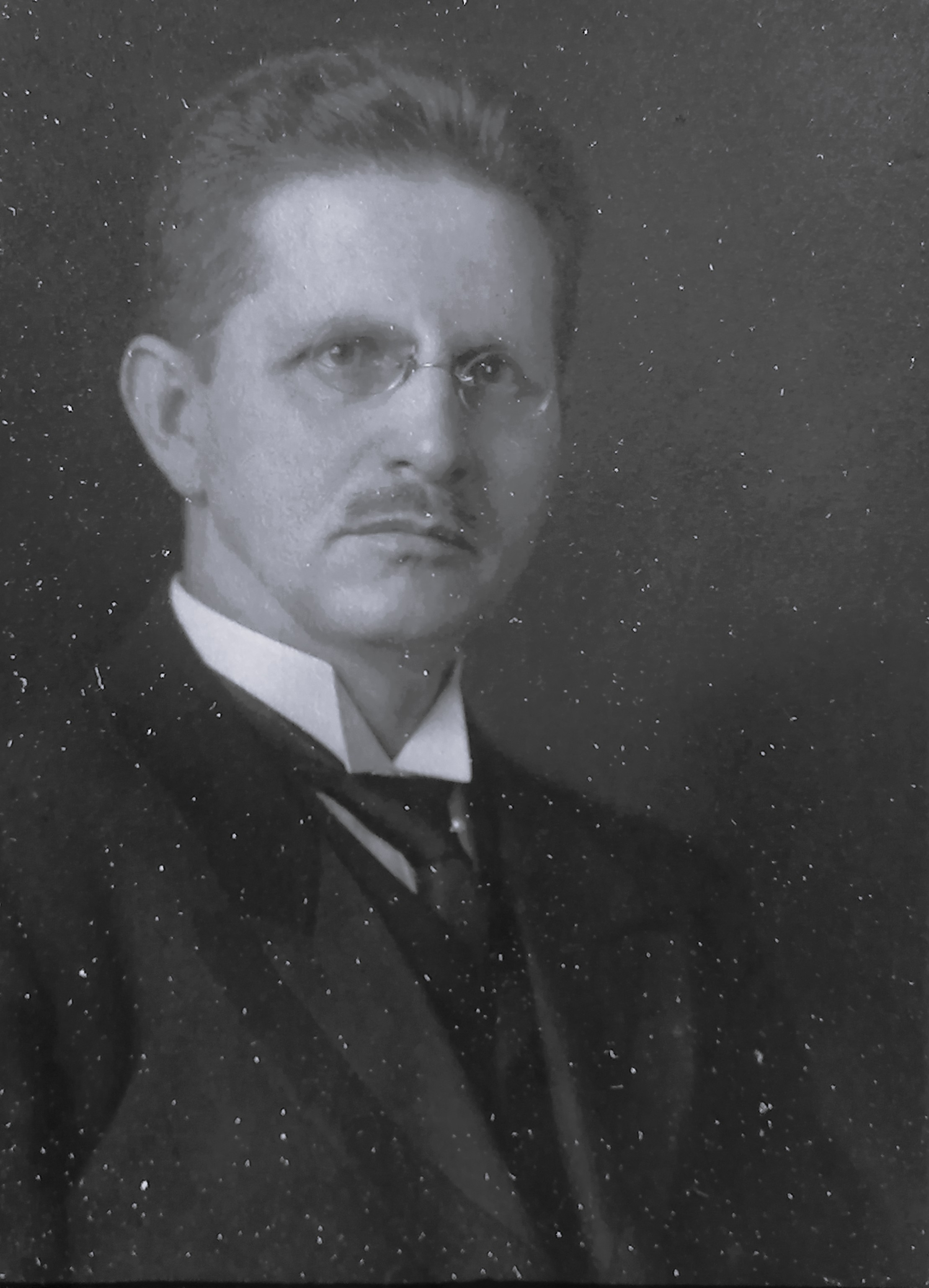
Senator Löwigt

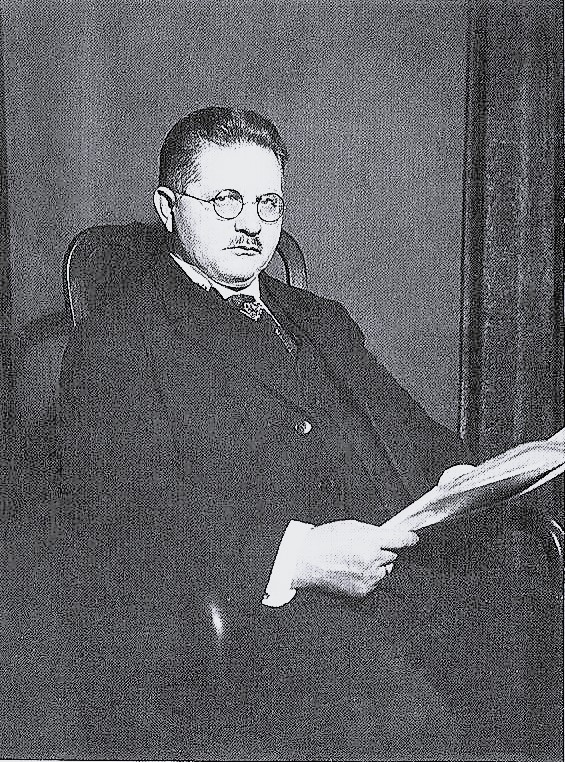
Paul Löwigt, Präsident des Senates

Paul Bernhard Heinrich Löwigt (* 17. August 1873 in Doberan; † 23. Januar 1934 in Lübeck) war gelernter Schriftsetzer, Schriftleiter des Lübecker Volksboten und erster sozialdemokratischer Bürgermeister der Hansestadt Lübeck.

## Leben
Paul Löwigt kam früh nach Lübeck und besuchte dort von 1880 bis 1888 die Volksschule. Im Anschluss erlernte er bis 1892 den Beruf des Schriftsetzers. Die darauf folgende Walz führte ihn durch Deutschland, Teile der Schweiz und Böhmens. Dann arbeitete er in mehreren norddeutschen Städten.
Zurück in Lübeck arbeitete Löwigt seit Herbst 1894 in der Buchdruckerei des sozialdemokratischen Lübecker Volksboten. Mit großem Eifer war er bemüht sich auf verschiedenen Wissensgebieten in der politischen und Gewerkschaftlichen Bewegung, der er seit 1892 angehörte, fortzubilden, war er bestrebt die Interessen der werktätigen Bevölkerung zu fördern. Im Jahr 1904 wurde er Schriftleiter beim Lübecker Volksboten. Bereits 1894 hatte er sich dort auch journalistisch betätigt.
Auch auf dem sozialpolitischen Gebiet betätigte sich Löwigt zu seiner Wahl in den Senat schon lange. Man hatte ihn bereits zum Beisitzer beim Versicherungsamt und zum Vorsitzenden bzw. stellvertretenden Vorsitzenden bei der Allgemeinen Ortskrankenkasse in Lübeck gewählt.

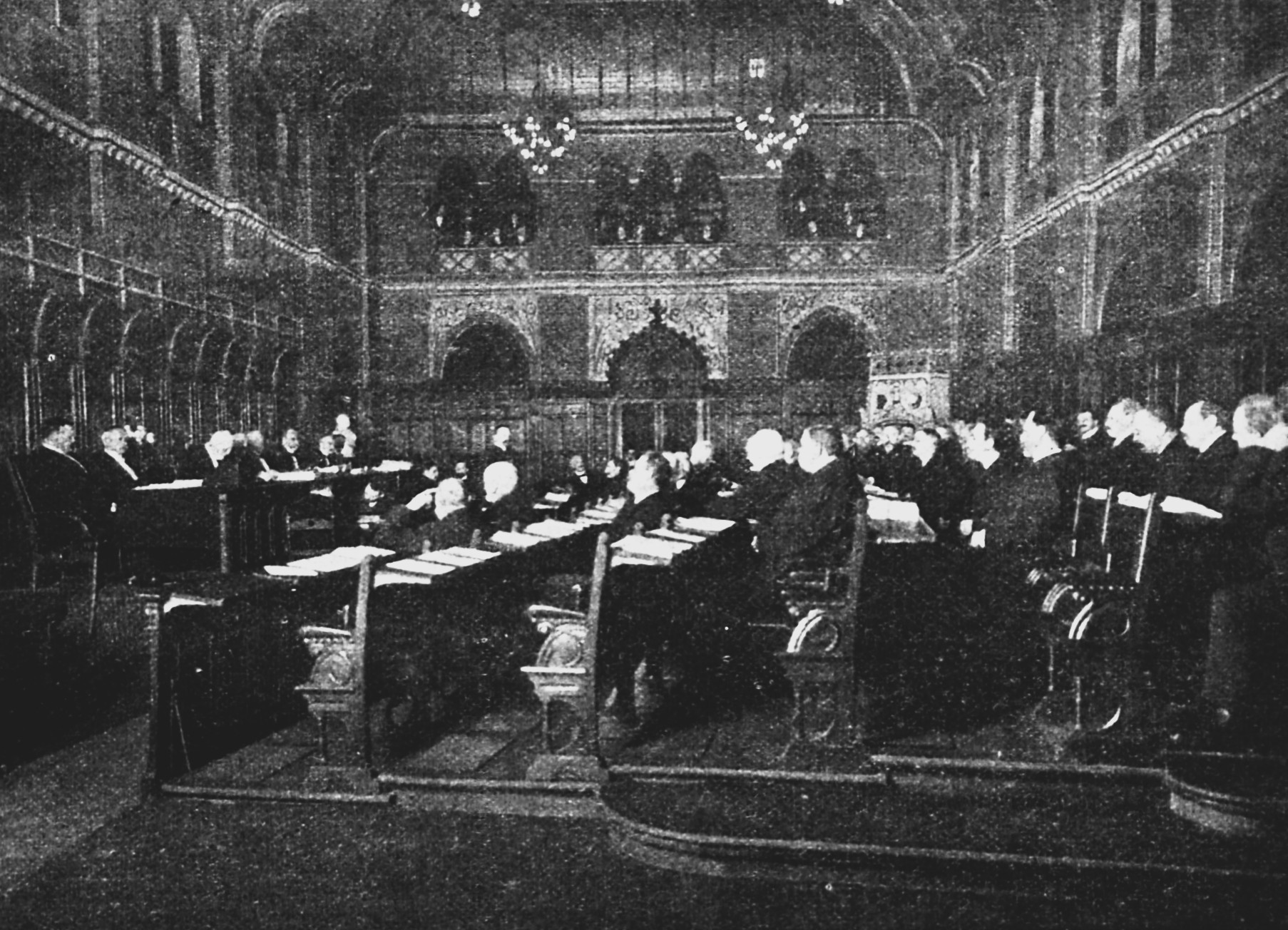
Bei den Sitzungen saßen auf den erhöhten Sitzen die Kommissare des Senats und die Wortführer

Seit 1907 war Löwigt Vorsitzender des Sozialdemokratischen Vereins für den Wahlkreis Lübeck. 1909 wurde er in die Lübecker Bürgerschaft und 1919 zu deren erstem Wortführer gewählt.
Unter dem Vorsitz des stellvertretenden Wortführers Eschenburg wählte die Bürgerschaft nach dem republikanischen Umschwung auf Grund der neuen Verfassung am 31. März 1919 fünf neue Senatoren. Eine zum Zwecke der Überreichung von Vorschlägen gebildete 16-gliedrige Kommission hatte sich darüber geeinigt Paul Hoff (soz.) für den ausscheidenden Johann Hermann Eschenburg, Albert Henze (soz.) für den bereits ausgeschiedenen Johann Georg Eschenburg, Carl Dimpker (dem.) für den bereits ausgeschiedenen Eduard Rabe, Löwigt für den verstorbenen Emil Possehl und Fritz Mehrlein (soz.) für den ausscheidenden Eduard Friedrich Ewers vorzuschlagen. In der darauffolgenden von der Bürgerschaft vorgenommenen Wahl wurden sie mit 74, 74, 75, 74 und 72 Stimmen zu Senatoren gewählt.
Von 1926 bis zur Gleichschaltung durch die Nationalsozialisten am 6. März 1933 war er der erste sozialdemokratische Bürgermeister der Hansestadt Lübeck und Mitglied des Reichsrats.

## Belege
1. ↑   Die neu gewählten Mitglieder des Senates. In: Vaterstädtische Blätter; Jg. 1918/19, Nr. 14, Ausgabe vom 13. April 1919, S. 53–54.
2. ↑  Zur Gleichschaltung: A. Graßmann: Lübeckische Geschichte S. 710ff.